# Галкінський
Галкінський (рос. Галкинский) — селище у Чаплигінському районі Липецької області Російської Федерації.
Населення становить 0 осіб. Належить до муніципального утворення Новополянська сільрада.

## Історія
З 13 червня 1934 до 1937 року у складі Воронезької області, 1937-1954 роках — Рязанської області. Відтак входить до складу Липецької області.
Згідно із законом від 2 липня 2004 року №114-оз органом місцевого самоврядування є Новополянська сільрада.

## Населення
| 2010 |
| ---- |
| 0    |